# Antoine Michel Padeloup

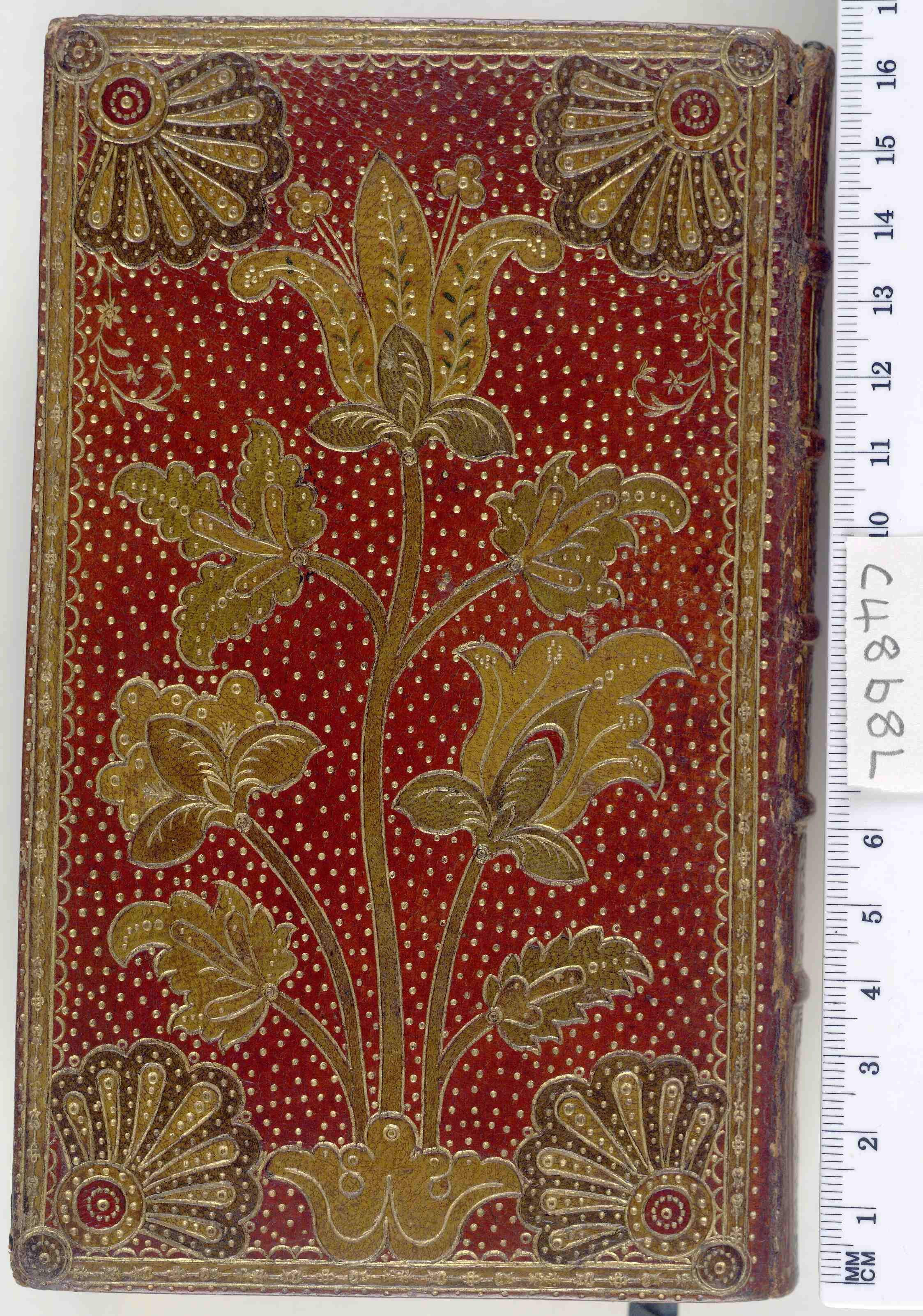
Heures Nouvelles dediees a la reine, inbunden av Padelopue med forgylningar och mosaik på marokäng.

Antoine Michel Padeloup, född 22 december 1685, död 7 september 1758,  var en fransk hovbokbindare och portugisisk kunglig bokbindare.
Padeloup var en av de första som började signera sina arbeten med en tryckt etikett. Hans arbeten, av vilka många är kända utmärker sig genom stor yrkesskicklighet och hög konstnärlig nivå.